# Seznam ryb Slovenska

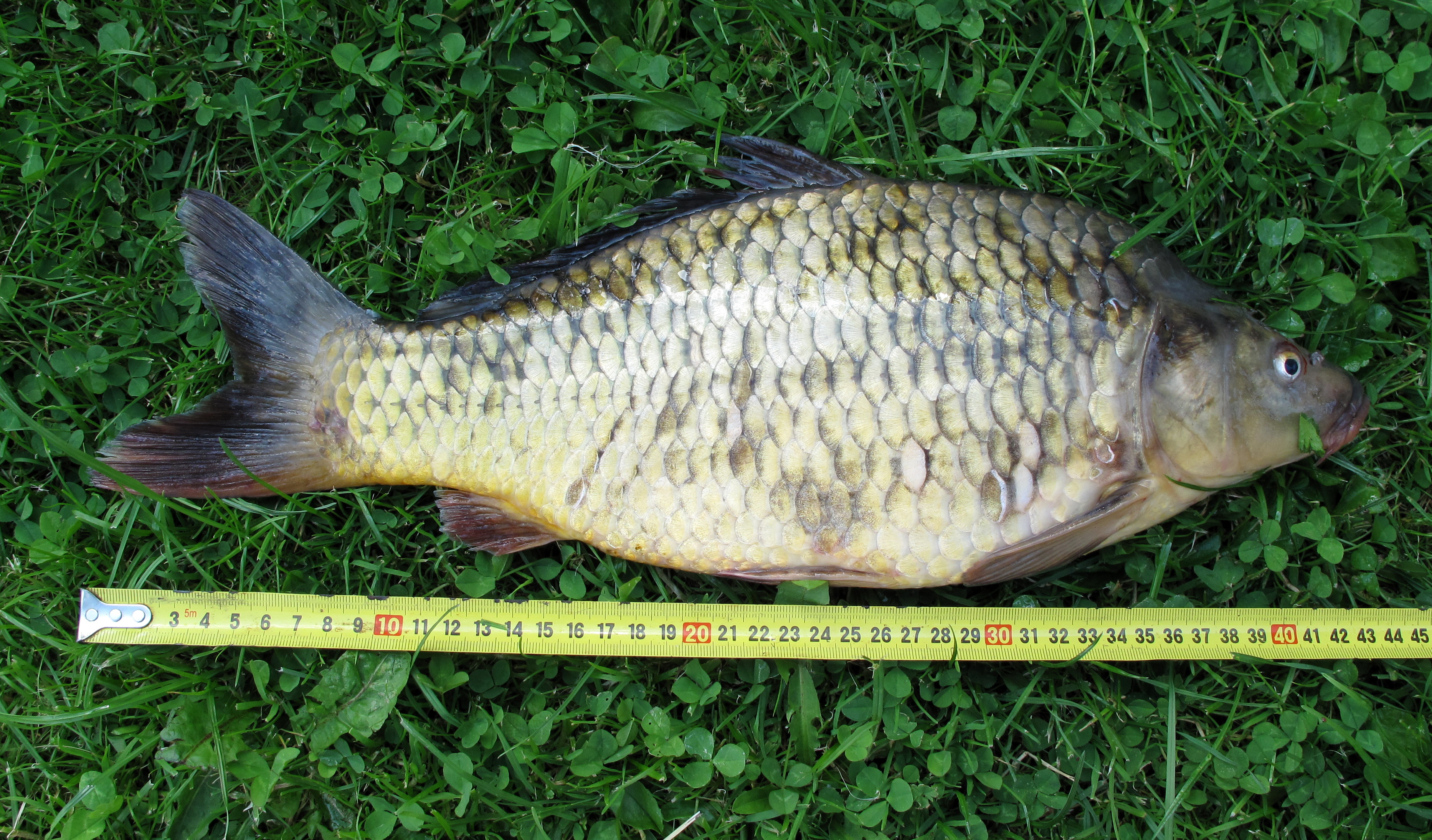
Nejběžnější česká i slovenská ryba - Kapr obecný

V tomto seznamu slovenských ryb je zahrnuto 74 druhů ryb.

## Seznam a doba hájení (na Slovensku)
- Amur bílý (nehájený)
- Blatňák tmavý (celoročně)
- Candát obecný (15.3 - 15.6.)
- Candát východní (15.3 - 15.6)
- Cejn perleťový (15.3 - 31.5.)
- Cejn siný (15.3 - 31.5.)
- Cejn velký (15.3 - 31.5.)
- Cejnek malý (nehájený)
- Drsek menší (celoročně)
- Jeseter malýDrsek větší (celoročně)
- Hlavačka mramorovaná (celoročně)
- Hlavačkovec Glenův (nehájený)

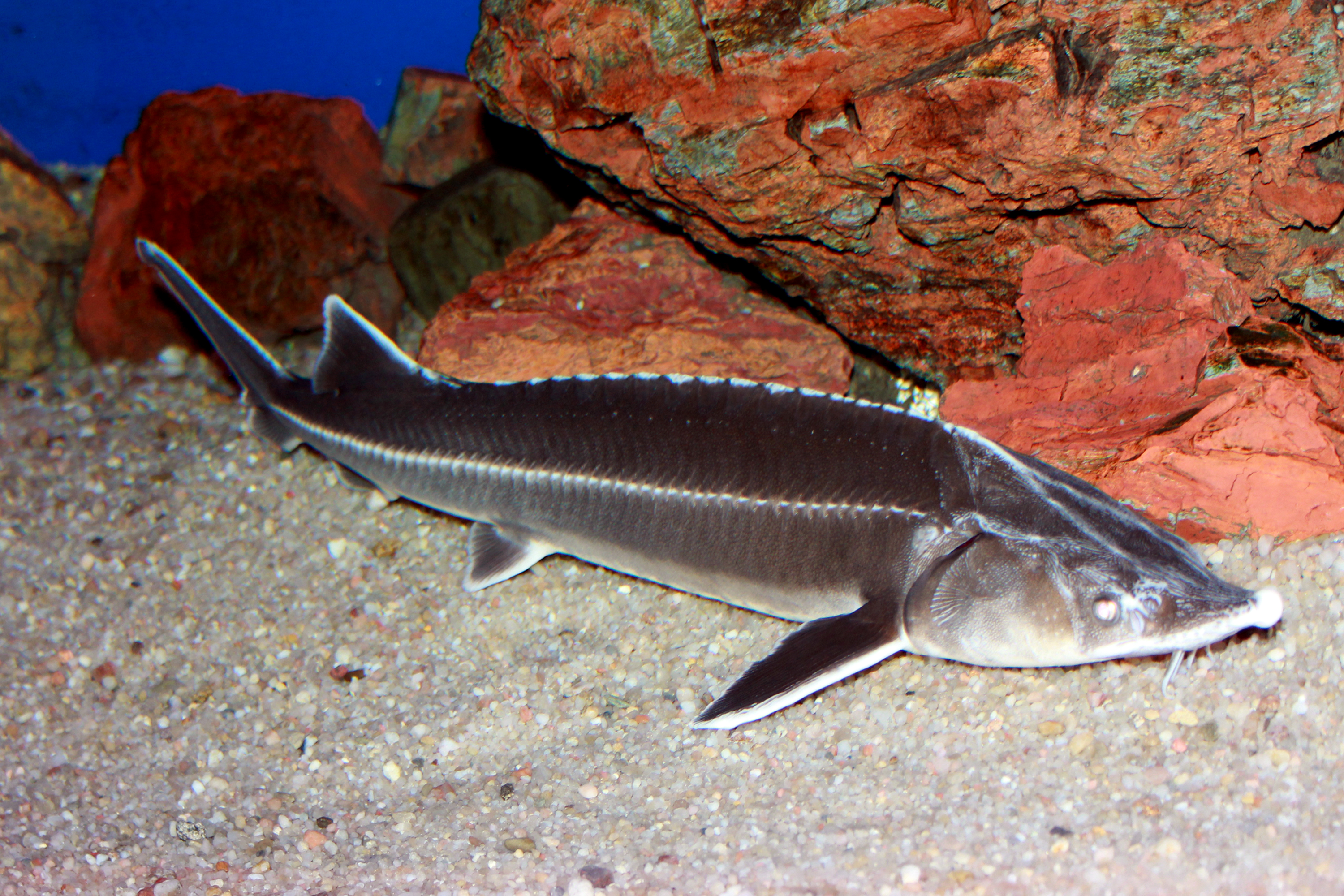
Jeseter malý

- Hlavatka obecná podunajská (1.1 - 31.10.)

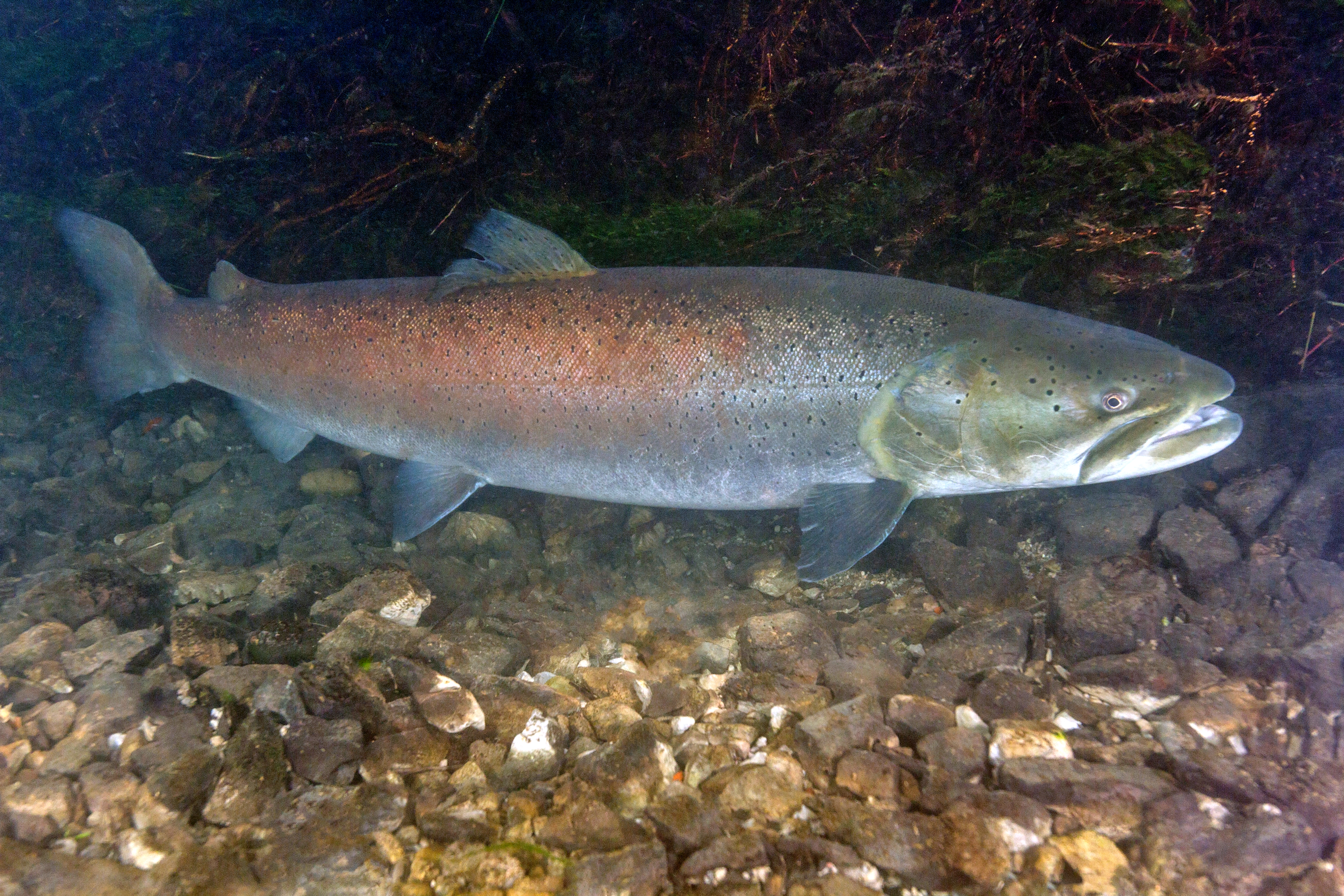
Největší lososovitá ryba Evropy - Hlavatka obecná podunajská

- Hlaváč černoústý (nehájený)
- Hlaváč holokrký (nehájený)
- Hlaváč Kesslerův (nehájený)
- Hlaváč říční (nehájený)
- Hořavka duhová (celoročně)
- Hrouzek běloploutvý (nehájený)
- Hrouzek dlouhovousý (celoročně)
- Hrouzek Kesslerův (celoročně)
- Největší lososovitá ryba Evropy - Hlavatka obecná podunajskáCejn velkýHrouzek obecný (nehájený)

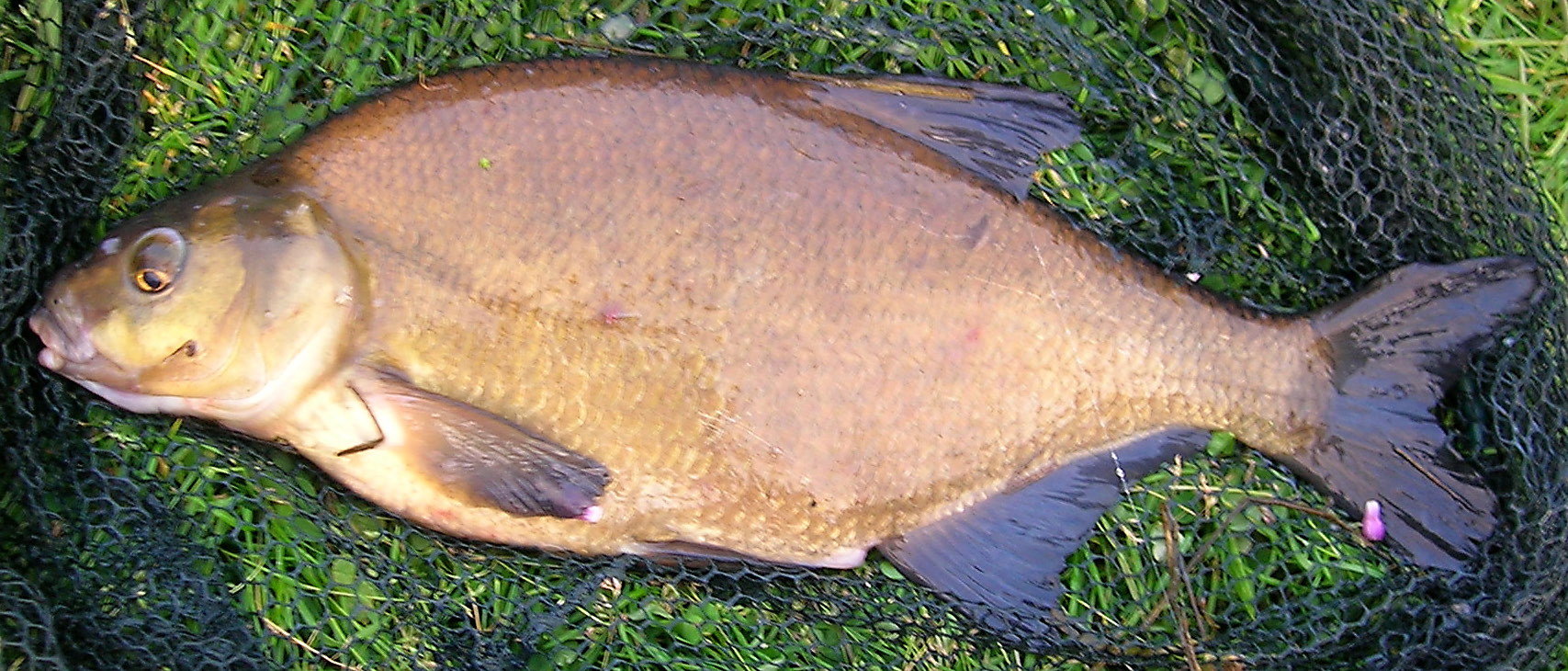
Cejn velký

- Jelec jesen (15.3 - 31.5.)
- Jelec proudník (15.3 - 31.5.)
- Jelec tloušť (nehájený)
- Jeseter hvězdnatý (celoročně)
- Jeseter malý (15.3 - 31.5.)
- Jeseter ruský (celoročně)
- Ježdík dunajský (celoročně)
- Ježdík obecný (nehájený)
- Ježdík žlutý (celoročně)
- Kapr obecný (15.3 - 31.5.)
- Karas obecný (celoročně)
- Karas stříbřitý (nehájený)
- Koljuška tříostná (nehájený)
- Lipan podhorní (1.1 - 31.5.)
- Síh marénaLín obecný (15.3 - 31.5.)
- Mník jednovousý (1.1 - 15.3.)
- Mřenka mramorovaná (nehájený)
- Okoun říční (nehájený)
- Okounek pstruhový (nehájený)

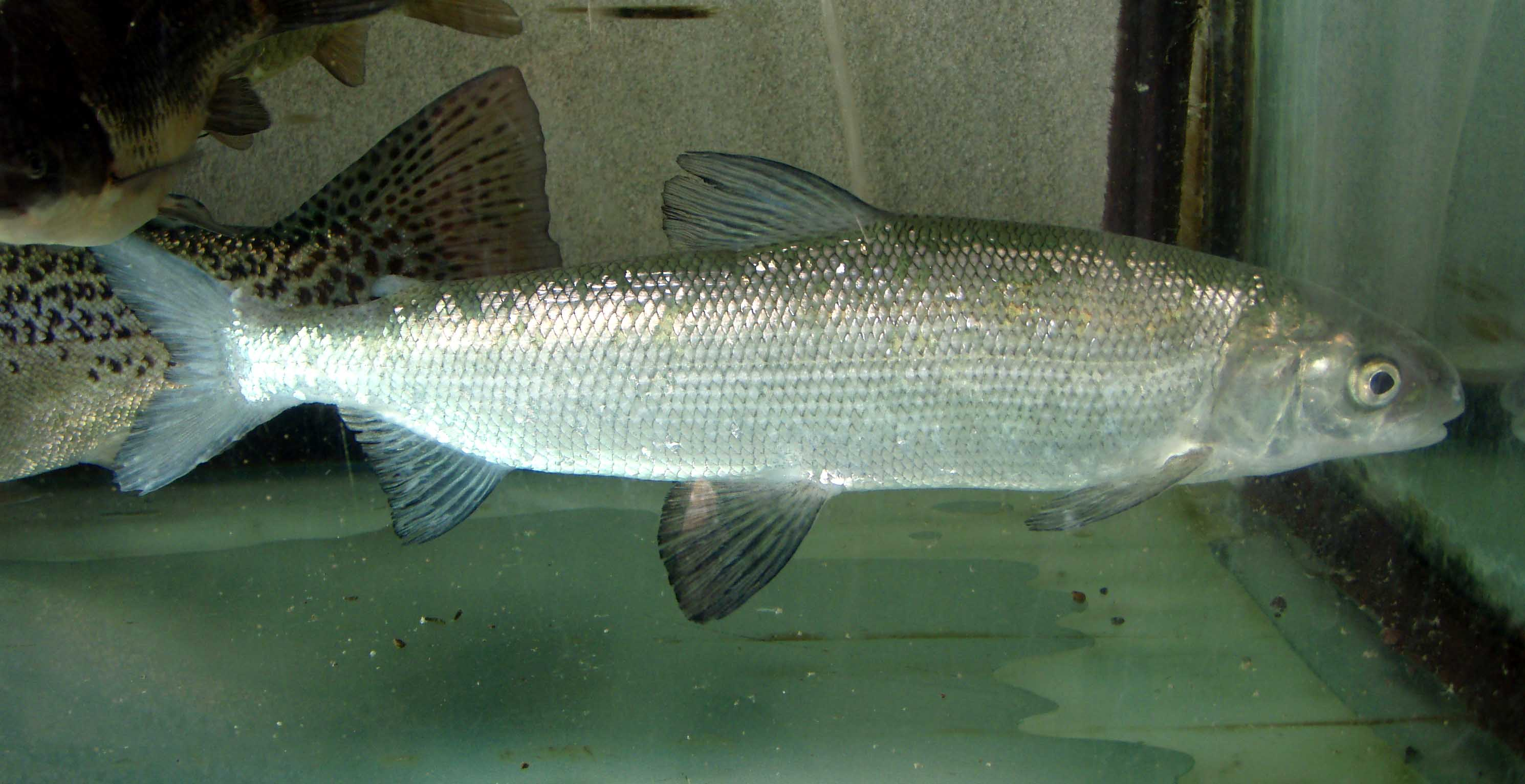
Síh maréna

- Ostroretka stěhovavá (15.3 - 31.5.)
- Ostrucha křivočará (celoročně)
- Ouklej obecná (nehájený)
- Ouklejka pruhovaná (celoročně)
- Parma obecná (15.3 - 30.6.)
- Parma Petenyova (15.3 - 31.5.)
- Perlín ostrobřichý (nehájený)
- Piskoř pruhovaný (celoročně)
- Plotice lesklá (celoročně)
- Plotice Meidingerova (celoročně)
- Plotice obecná (nehájený)
- Podoustev říční (15.3 - 31.5.)
- Pstruh duhový (1.1 - 15.4.)
- Pstruh obecný (jezerní) (1.9 - 15.4.)
- Pstruh obecný (potoční) (1.9 - 15.4.)
- Sekavčík horský (celoročně)
- Sekavec písečný (celoročně)
- Siven americký (1.1 - 15.4.)
- Síh maréna (1.9 - 31.12.)
- Síh peleď (1.9 - 31.12.)
- Slunečnice pestrá (nehájený)
- Slunka obecná (nehájená)
- Střevle potoční (nehájený)
- Střevlička východní (nehájený)
- Sumec velký (15.3 - 15.7.)
- Sumeček americký (nehájený)
- Sumeček černý (nehájený)
- Štika obecná (1.1 - 15.6.)
- Tolstolobec pestrý (nehájený)
- Tolstolobik bílý (nehájený)
- Úhoř říční (1.9 - 30.11.)
- Vranka obecná (15.3 - 31.5)
- Vranka pruhoploutvá (15.3 - 31.5)